# Lilla Lafsen
Lilla Lafsen är en sjö i Ljusdals kommun i Hälsingland och ingår i Ljusnans huvudavrinningsområde.